# Mistagogo
Mistagogo (em grego clássico: μυσταγωγός; romaniz.: mystagogós) era um sacerdote grego, que servia o propósito da iniciação nos mistérios da religião, ensinando as cerimônias e os ritos. Fora da esfera grega, o mistagogo pode ser qualquer pessoa que inicia outros em crenças místicas, um educador ou pessoa que tem conhecimento dos "mistérios sagrados".
Em religiões antigas, um mistagogo seria o responsável por liderar um iniciado nos ensinamentos e rituais secretos do culto. O iniciado seguidamente estaria vendado, e o mistagogo deveria literalmente "guiá-lo" até o local sagrado.